# Gastronomie (Deutschland)
Die Gastronomie (aus altgriechisch γαστήρ gastēr „Bauch“ und altgriechisch νόμος nomos „Gesetz“) ist in Deutschland der Teilbereich des Gastgewerbes, der sich mit der Verköstigung von und dem Ausschank an zahlende Gäste in Gaststätten befasst. Gastronomie ist eine Dienstleistung und ein Teilbereich der Gemeinschaftsverpflegung.

## Allgemeines

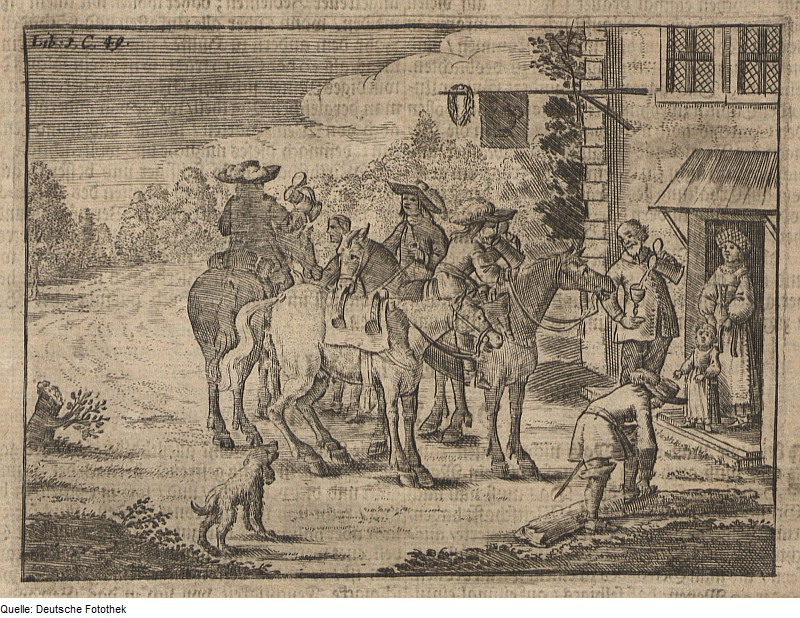
Wirtshaus für Reisende um 1695

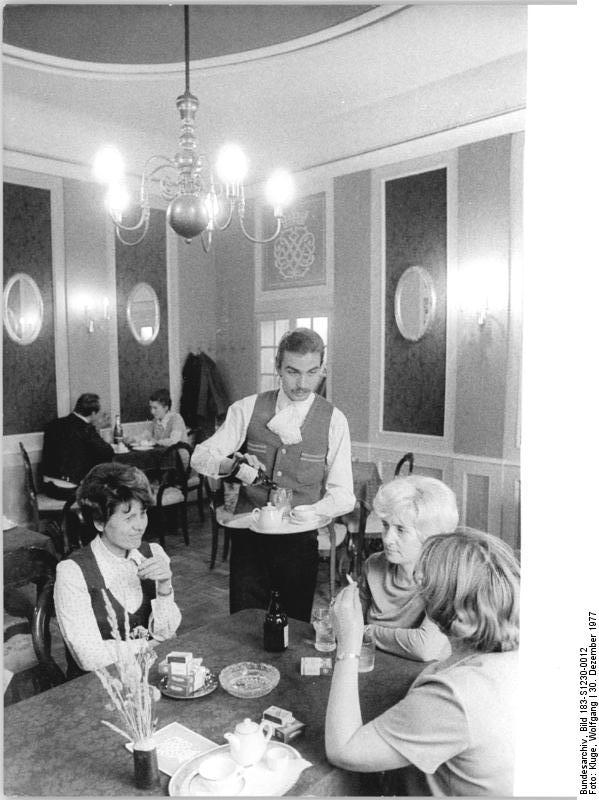
Bewirtung in einer Weinstube in den 1970er Jahren

Gastronomiebetriebe unterliegen den Vorschriften des Lebensmittelrechts und der Lebensmittelhygiene bei der Behandlung von Lebensmitteln, der Zubereitung von Speisen und dem Ausschank von Getränken. Sachkundige Personen der Lebensmittelüberwachung, in Deutschland in der Regel Lebensmittelkontrolleure, sollen die Betriebe regelmäßig und unangemeldet aufsuchen. Sie verlangen von dem Betreiber die Beseitigung von Mängeln und können in schweren Fällen den Betrieb bis zur Beseitigung der Mängel schließen.
Die Bediensteten im Bereich der Zubereitung und Darreichung von unverpackten Lebensmitteln mussten bis 2001 über ein regelmäßig zu erneuerndes Gesundheitszeugnis verfügen. Seit 2001 benötigen Angestellte im Lebensmittelgewerbe eine Belehrung nach dem Infektionsschutzgesetz. Diese wird beim ersten Mal durch das Gesundheitsamt durchgeführt und muss ab dann von den Vorgesetzten jährlich wiederholt werden.
Im Jahr 2011 betrug der Branchenumsatz im Gastronomiegewerbe Deutschlands netto 37,5 Milliarden Euro, im Bereich Pachtkantinen und Caterer waren es 6,3 Milliarden und im Beherbergungsgewerbe 23,5 Milliarden. Es arbeiteten im Juni 2011 über 1,7 Millionen Beschäftigte in der Hotellerie und Gastronomie, davon rund 868.000 in sozialversicherungspflichtigen und etwa 860.000 in geringfügigen Beschäftigungsverhältnissen. Das mittlere Bruttoarbeitsentgelt (Median) betrug 1425 Euro (Durchschnitt der Gesamtwirtschaft: 2702 Euro); von den sozialversicherungspflichtig Beschäftigten bezogen 73.460 ALG II („Hartz 4-Aufstocker“), unter den geringfügig Beschäftigten waren es 116.222.

## Begriffe
Einzug in die deutsche Sprache hat der Begriff 1876 gehalten; er stand für die gehobene Gastronomie oder für die Kochkunst. Die Verbreitung des Begriffs wurde wohl durch die Ähnlichkeit mit dem deutschen Wort Gast unterstützt. Die Betreiber von Gastronomiebetrieben in Deutschland werden Gastwirte oder Gastronomen genannt und sind z. B. organisiert im „Deutschen Hotel- und Gaststättenverband e. V.“ (DEHOGA), die Arbeitnehmerseite in der „Gewerkschaft Nahrung-Genuss-Gaststätten“.

## Ausbildung
Im Gastronomiegewerbe werden verschiedene Berufe ausgebildet. Anerkannte Ausbildungsberufe sind:
- Fachkraft im Gastgewerbe (schwerpunktmäßig in den Bereichen Küche, Service und Wirtschaftsdienst)
- Koch
- Restaurantfachmann
- Fachmann für Systemgastronomie.[3]

Auch für den Hotelfachmann und Hotelkaufmann finden sich Beschäftigungsmöglichkeiten in der Gastronomie, zum Beispiel in Restaurants, Cafés  und Verbrauchermärkten mit Tagescafés.
Die Ausbildungsvergütungen betrugen im Jahr 2010 zwischen 280 Euro (Mecklenburg-Vorpommern, erstes Lehrjahr) und 751 Euro (Bayern, drittes Lehrjahr). Die Abbrecherquoten lagen mit zwischen 29,7 Prozent (Hotelkaufmann/frau) und 49,5 Prozent (Restaurantfachmann/frau) deutlich über dem Durchschnitt aller Ausbildungsberufe (23,3 Prozent).